# Torre de Pedra
Torre de Pedra là một đô thị ở bang São Paulo của Brasil. Đô thị này nằm ở vĩ độ 23º14'40" nam và kinh độ 48º11'41" tây, trên khu vực có độ cao 560 m. Dân số năm 2004 ước tính là 2.610 người. Đô thị này có diện tích 71,3 km².

## Sông ngòi
- Sông de Santo Inácio
- Sông Feio